# Droga wojewódzka nr 896
Droga wojewódzka nr 896 (DW896) – droga wojewódzka o długości 44,9 km łącząca DK84 w Ustrzykach Dolnych z DW897 w Ustrzykach Górnych.
Droga w całości biegnie na terenie powiatu bieszczadzkiego.

## Miejscowości leżące przy trasie DW896
- Ustrzyki Dolne
- Jałowe
- Hoszów
- Zadwórze
- Rabe
- Żłobek
- Czarna Górna
- Lutowiska
- Smolnik
- Procisne
- Stuposiany
- Pszczeliny
- Bereżki
- Ustrzyki Górne